# Taťána Kuchařová
Taťána Kuchařová (Trnava, 23 de desembre de 1987) és una model eslovaca, que va ser Miss Món 2006. En fer-ho, es va convertir en la primera dona de la República Txeca a guanyar el títol, en el certamen de Miss Món celebrat el 30 de setembre de 2006, a Varsòvia, Polònia. És la guanyadora més jove de la història del títol de Miss Món, ja que tenia 18 anys quan el va guanyar.
Kucharová es va criar a la ciutat d'Opočno, República Txeca. Li agrada el tennis i muntar a cavall, i té molts animals, incloent una tortuga, ocells, molts gats, conills i cobais. El seu lema personal és "sempre ser optimista".
Va lliurar la seva corona l'1 de desembre de 2007, a la Miss Món 2007, Zhang Zilin. Entre els països als quals va viatjar durant el seu regnat hi hagué el seu propi país, a més de Polònia, Emirats Àrabs Units, Mèxic, Estats Units, Xina, Anglaterra, Irlanda del Nord, Rússia, Sri Lanka i Letònia.